# حکم (فیلم ۱۹۵۹)
«حکم» (فرانسوی: La Sentence‎) فیلمی در ژانر درام است که در سال ۱۹۵۹ منتشر شد. از بازیگران آن می‌توان به مارینا ولادی، روبر حسین، و روژه انن اشاره کرد.